# Монтгомери, Арчибальд Уильям, 14-й граф Эглинтон
Арчибальд Уильям Монтгомери, 14-й граф Эглинтон, 2-й граф Уинтон (англ. Archibald William Montgomerie, 14th Earl of Eglinton, 2rd Earl of Winton; 3 декабря 1841 — 30 августа 1892) — шотландский дворянин и член Палаты лордов.

## Биография
Родился 3 декабря 1841 года. Старший сын Арчибальда Монтгомери, 13-го графа Эглинтона (1812—1861), и его первой жены Терезы Глидоу-Ньюкомен (1809—1853), дочери Томаса Глидоу-Ньюкомена, 2-го виконта Ньюкомена, и Харриет Холланд.
4 октября 1861 года после смерти своего отца Арчибальд Монтгомери унаследовал титулы 14-го графа Эглинтона (Пэрство Шотландии), 15-го лорда Монтгомери (Пэрство Шотландии), 2-го графа Уинтона (Пэрство Соединённого королевства) и 3-го барона Ардроссана из Ардроссана в графстве Айршир (Пэрство Соединённого королевства), став членом Палаты лордов Великобритании.
Заместитель лейтенанта графства Ланаркшир и графства Айршир.
6 декабря 1862 года лорд Эглинтон женился на леди Софии Андерсон Пелхэм (? — 21 сентября 1886), дочери Чарльза Андерсона Уорсли Андерсона-Пелхэма, 2-го графа Ярборо (1809—1862), и достопочтенной Марии Аделаиды Мод. У супругов было четыре дочери:
- Леди София Констанция Монтгомери (28 ноября 1863 — 7 марта 1942), в 1885 году она вышла замуж за капитана Сэмюэля Хайнмана Монтгомери, от брака с которым у неё было три дочери
- Леди Тереза Монтгомери (17 июля 1866 — 5 марта 1953), в 1886 году она вышла замуж за Джона Кросса
- Леди Гертруда Монтгомери (26 июля 1867 — сентябрь 1936), в 1893 году она вышла замуж за Эрнеста Брюса Экленда Лоуфорда, от брака с которым у неё бал одна дочь
- Леди Диана Монтгомери (19 марта 1870 — 27 октября 1914), 1-й муж с 1889 года сэр Клод Баллоймайл, 2-й баронет, от брака с которым у неё было двое сыновей. Супруги развелись в 1894 году. В том же 1894 году она вторично вышла замуж за Гарольда Кеннета Эллисона.

Лорд Эглинтон скончался 30 августа 1892 года в возрасте 50 лет. Ему наследовал его младший брат, Джордж Арнульф Монтгомери, 15-й граф Эглинтон